# هيرب سنايدر
هيرب سنايدر هو كيميائي وسياسي أمريكي، ولد في 7 سبتمبر 1953 في وينشستر في الولايات المتحدة. نشط حزبياً في الحزب الديمقراطي. وقد انتخب عضو مجلس ولاية فيرجينيا الغربية ‏.

## وصلات خارجية
- الموقع الرسمي